# Монетт, Сара
Сара Элизабет Монетт (род. 25 ноября 1974, Ок-Ридж) — американская писательница, пишущая преимущественно в жанрах фэнтези и ужасов. Под псевдонимом Кэтрин Эддисон она опубликовала фэнтезийный роман «Император-гоблин», который получил премию «Локус» за лучший фэнтезийный роман и был номинирован на премии «Небьюла», «Хьюго» и World Fantasy Awards.

## Биография
Монетт родилась в Ок-Ридже, штат Теннесси, 25 ноября 1974 года. Начала писать в возрасте 12 лет.
Монетт изучала классику, английский и французский языки в Кейс-Вестерн-Резерв университете и окончила его с отличием в 1996 году. В 1997 году она получила степень магистра, а в 2004 году — доктора философии по английской литературе в Университете Висконсин-Мэдисон. Специализировалась на драматургии эпохи Возрождения и написала диссертацию о призраках в английской трагедии мести эпохи Возрождения.
В 2003 году Монетт получила премию Spectrum Award за рассказ «Три письма от королевы Эльфландии». Её первый роман «Мелюзина» был опубликован издательством Ace Books в августе 2005 года, заслужил положительные отзывы в Publishers Weekly и Booklist и место в списке рекомендованного чтения Locus за 2005 год. Продолжение «Вирту» было опубликовано в июле 2006 года, также заслужив положительные отзывы и попал в список рекомендованного чтения Locus за 2006 год.
Ее рассказы публиковались в журналах Strange Horizons, Alchemy, Postscripts, Lady Churchill’s Rosebud Wristlet и других, а также получили четыре упоминания в сборнике The Year’s Best Fantasy and Horror под редакцией Эллен Датлоу, Гэвина Гранта и Келли Линк. Ее стихотворение «Night Train: Heading West» появилось в сборнике The Year’s Best Fantasy and Horror XIX, а рассказ «The Ile of Dogges», который она написала в соавторстве с Элизабет Бир, вошёл в сборник The Year’s Best Science Fiction: Thirty-Fourth Annual Collection, под редакцией Гарднера Дозуа, в 2007 году.
В 2007 году передала свои архивы в отдел редких книг и специальных коллекций Университета Северного Иллинойса.
В 2014 году роман «Император-гоблин» был опубликован под псевдонимом Кэтрин Эддисон. Роман получил премию «Локус» за лучший фантастический роман и был номинирован на премии «Небьюла», «Хьюго» и World Fantasy Awards.